# Phoracantha obscura
Phoracantha obscura is een keversoort uit de familie boktorren (Cerambycidae). De wetenschappelijke naam van de soort is voor het eerst geldig gepubliceerd in 1805 door Donovan.